# Sulejman Kerimov
Sulejman Abusaidovitj Kerimov (russisk: Сулейман Абусаидович Керимов; 12. marts 1966 i Derbent i Dagestanske ASSR) er en lezginsk forretningsmand, investor og aktiv filantrop,[kilde mangler] og som er medlem af Føderationsrådet i Rusland. Han har en universitetsgrad i regnskab og økonomi fra Dagestans Universitet.
Fra 1999 til 2007 fungere Kerimov som næstformand i Statsdumaen, det ene kammer i det russiske parlament. Han var næstformand for Udvalget for Fysisk Uddannelse, Ungdom og Sport og desuden medlem af dumaens sikkerhedsudvalg. Den 10. december 2007 blev han medlem af Føderationsrådet, det øverste kammer i det russiske parlament. Han er nu medlem af Føderationsrådets udvalg for de finansielle markeder og udvalget for Monetær Cirkulation.
Kerimov er opført som nr. 118 på Forbes liste over verdens milliardærer, med en rapporteret nettoformue på 7,8 milliarder dollars.
Kerimov er bl.a. ejer af fodboldklubben Ansji Makhatjkala.
1. ↑  Navnet er anført på svensk og stammer fra Wikidata hvor navnet endnu ikke findes på dansk.
2. ↑  Navnet er anført på engelsk og stammer fra Wikidata hvor navnet endnu ikke findes på dansk.
3. ↑  Navnet er anført på bokmål og stammer fra Wikidata hvor navnet endnu ikke findes på dansk.